# Saint-Firmin-des-Prés
Saint-Firmin-des-Prés település Franciaországban, Loir-et-Cher megyében. Lakosainak száma 756 fő (2022. január 1.). Saint-Firmin-des-Prés Lisle, Meslay, Pezou, Rahart, Renay, Rocé és Saint-Ouen községekkel határos.

## Népesség
A település népessége az elmúlt években az alábbi módon változott:
| Lakosok száma | 403  | 649  | 689  | 791  | 867  | 843  | 824  | 814  | 793  | 756  |
|               | 1968 | 1982 | 1990 | 2006 | 2013 | 2015 | 2017 | 2019 | 2020 | 2022 |